# Błękitny Dom
Błękitny Dom (kor. 청와대, hancha 靑瓦臺) - siedziba prezydenta Korei Południowej. 
Obiekt znajduje się w stolicy Korei Południowej, Seulu. Błękitny Dom to kompleks budynków zbudowanych w tradycyjnym koreańskim stylu z nowoczesnymi elementami. Nazwa pochodzi od niebiesko-zielonego koloru dachu głównego budynku.
Historia obiektu sięga X wieku.
21 stycznia 1968 miał miejsce atak północnokoreańskich zamachowców na ten obiekt.